# كلينت بيندكت
كلينت بيندكت هو لاعب هوكي الجليد كندي، ولد في 26 سبتمبر 1892 في أوتاوا في كندا، وتوفي بنفس المكان في 12 نوفمبر 1976.

## وصلات خارجية
- كلينت بيندكت على موقع دوري الهوكي الوطني (الإنجليزية)
- كلينت بيندكت على موقع EliteProspects.com (الإنجليزية)
- كلينت بيندكت على موقع HockeyDB.com (الإنجليزية)
- كلينت بيندكت على موقع Hockey-Reference.com (الإنجليزية)